# Gerufa hirticornis
Gerufa hirticornis är en kräftdjursart som beskrevs av Gustav Budde-Lund 1909. Gerufa hirticornis ingår i släktet Gerufa och familjen myrbogråsuggor. Inga underarter finns listade i Catalogue of Life.